# Fremontodendron
Genre
Classification phylogénétique
Fremontodendron est un genre de la famille des Sterculiaceae, ou des Malvaceae selon la classification phylogénéntique. Il regroupe plusieurs espèces d'arbustes du nord du Mexique et l'ouest des États-Unis. Leurs fleurs jaunes et orangées sont larges et visibles. Le genre a été nommé d'après John C. Frémont.
Les poils des feuilles et des jeunes pousses peuvent causer certaines irritations.

## Liste des espèces
Selon GRIN (28 janv. 2015) et ITIS (28 déc. 2015) :
- Fremontodendron californicum (Torr.) Coville
- Fremontodendron decumbens R.Lloyd
- Fremontodendron mexicanum Davidson